# 다카시마야
타카시마야(일본어: 高島屋, 영어: Takashimaya Company, Limited)는 오사카부 오사카시 주오구 난바에 본사를 둔 백화점이다. 일본 백화점 협회 회원이며, 하이랜드 그룹을 주재한다.